# Kerkhof bij het Laantje

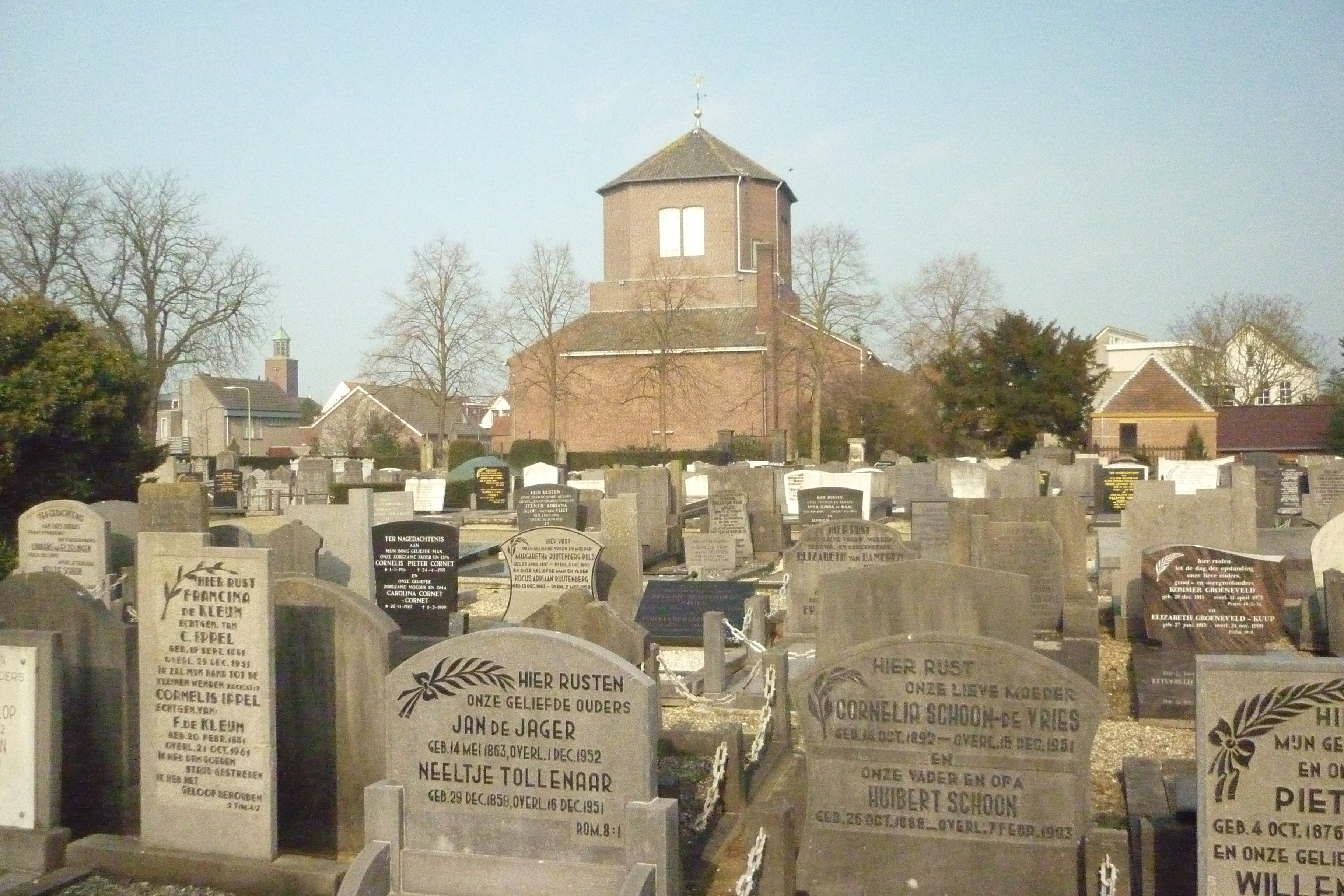
Kerkhof bij het Laantje in Werkendam met de Dorpskerk

Het Kerkhof bij het Laantje is een begraafplaats naast de Dorpskerk in Werkendam. Het kerkhof wordt omringd door een hoge taxushaag.
De begraafplaats werd aangelegd in 1829. De naastgelegen dorpskerk werd in 1952 in gebruik genomen. Eerder stond hier een 15e-eeuwse kerk die in de nacht van 21 op 22 april 1945 door de Duitse bezetters werd opgeblazen, net als de molen en de Maranathakerk.

## Begraven
Er liggen drie burgemeesters begraven: zij kregen ieder een grafmonument:
- Gerardus van Houweninge (1762-1850);
- Hendrik Frederik van der Elst (1823-1859);
- Arie Sigmond (1877-1925), burgemeester van De Werken en Sleeuwijk van 1913 tot 1923 en burgemeester van Werkendam van 1915 tot 1923.[2]

Er zijn 23 graven van de Commonwealth War Graves Commission en er ligt een Pools oorlogsslachtoffer begraven.
In Werkendam werden drie mannen met de Militaire Willems-Orde onderscheiden. Zij liggen allen op dit kerkhof. Twee van hen werden op 30 april 1945 gefusilleerd te Fort de Bilt en kregen een grafmonument, de derde werd in 2015 in een familiegraf bijgezet.
- Kees van de Sande MWO, commandant der Binnenlandse Strijdkrachten in het Land van Heusden en Altena;
- Arie van Driel MWO, line-crosser van Groep Albrecht;
- Piet van den Hoek MWO overleed in 2015.

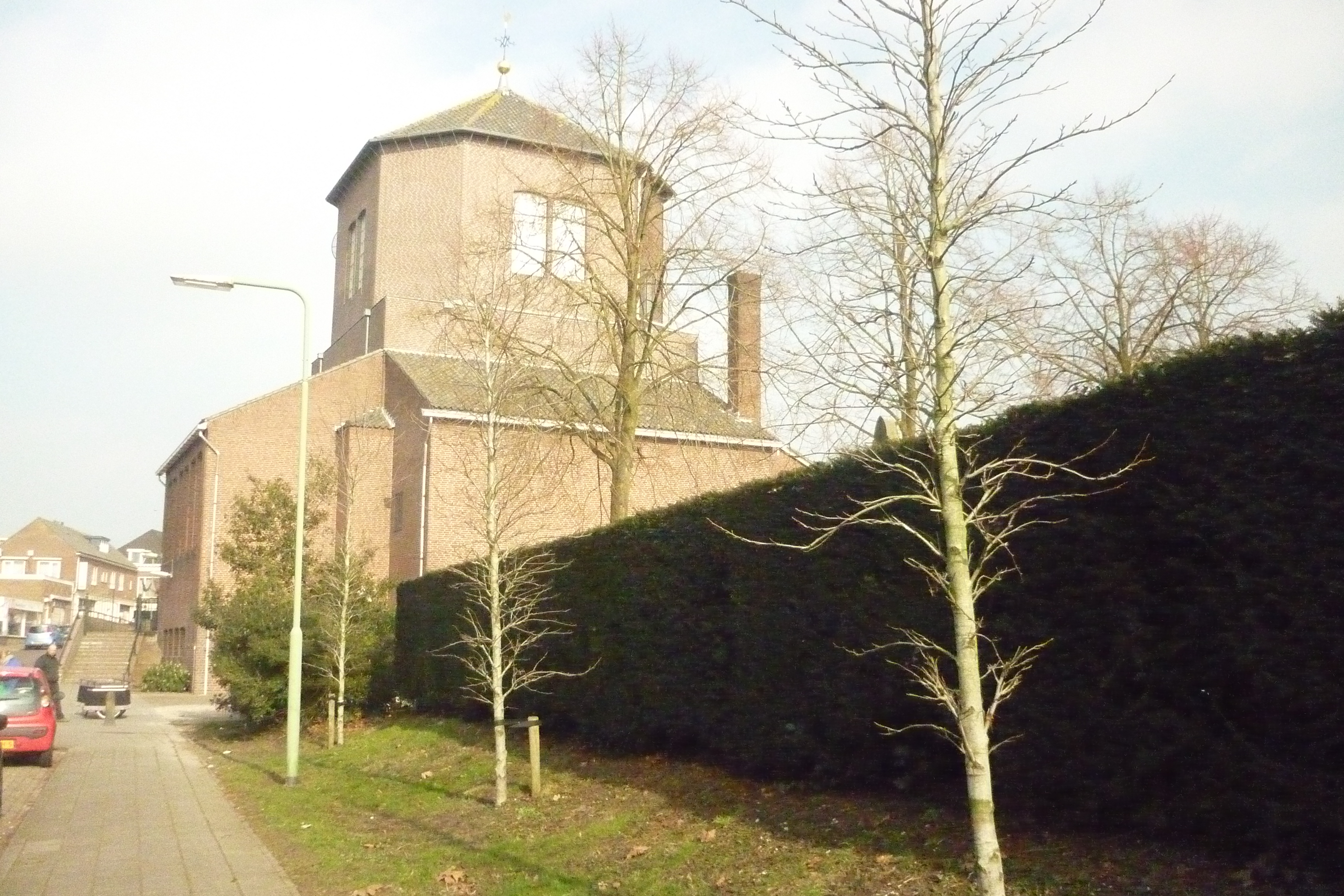
Dorpskerk vanaf de straat
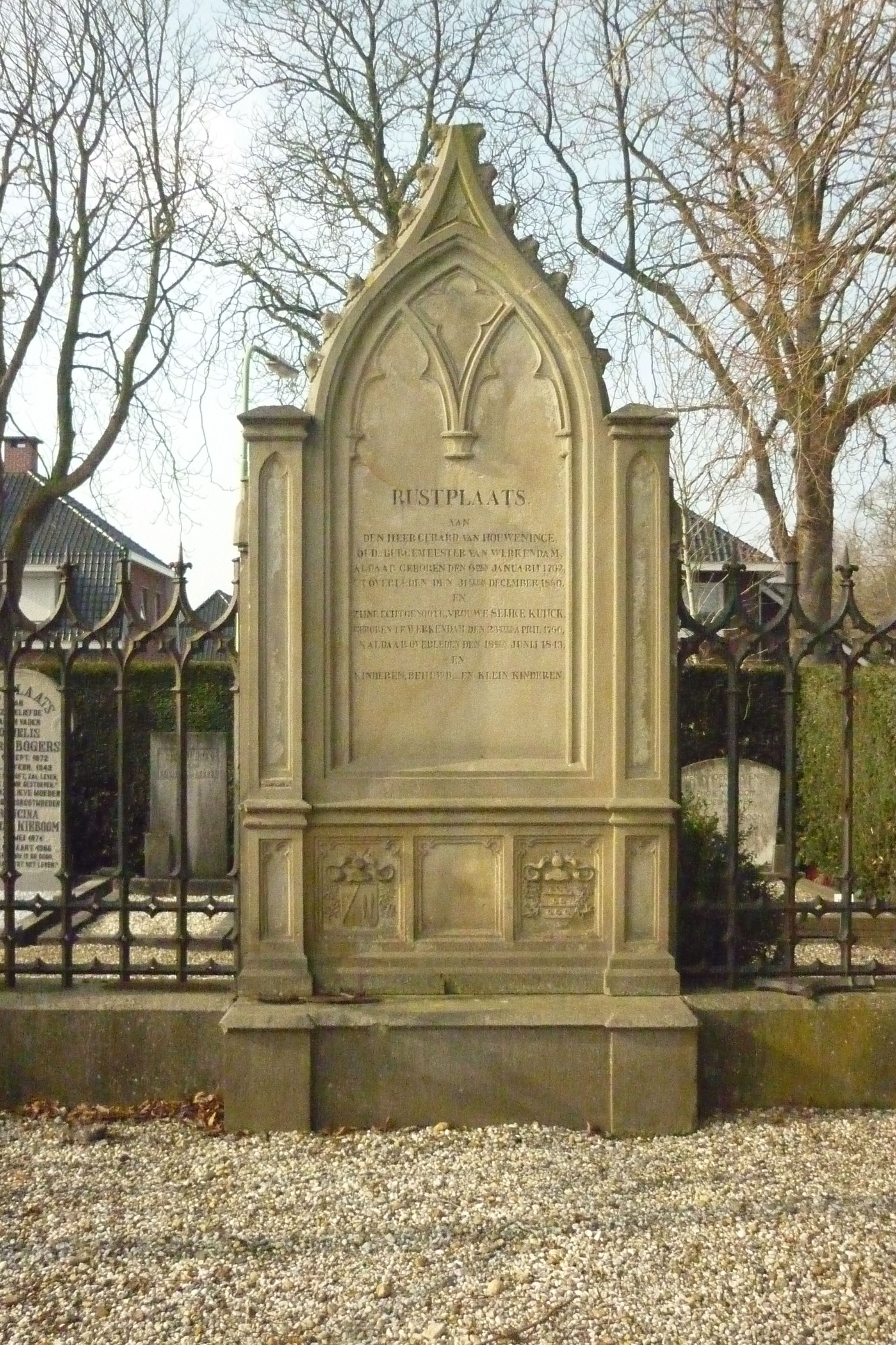
Grafmonument van de familie Van Houweninge
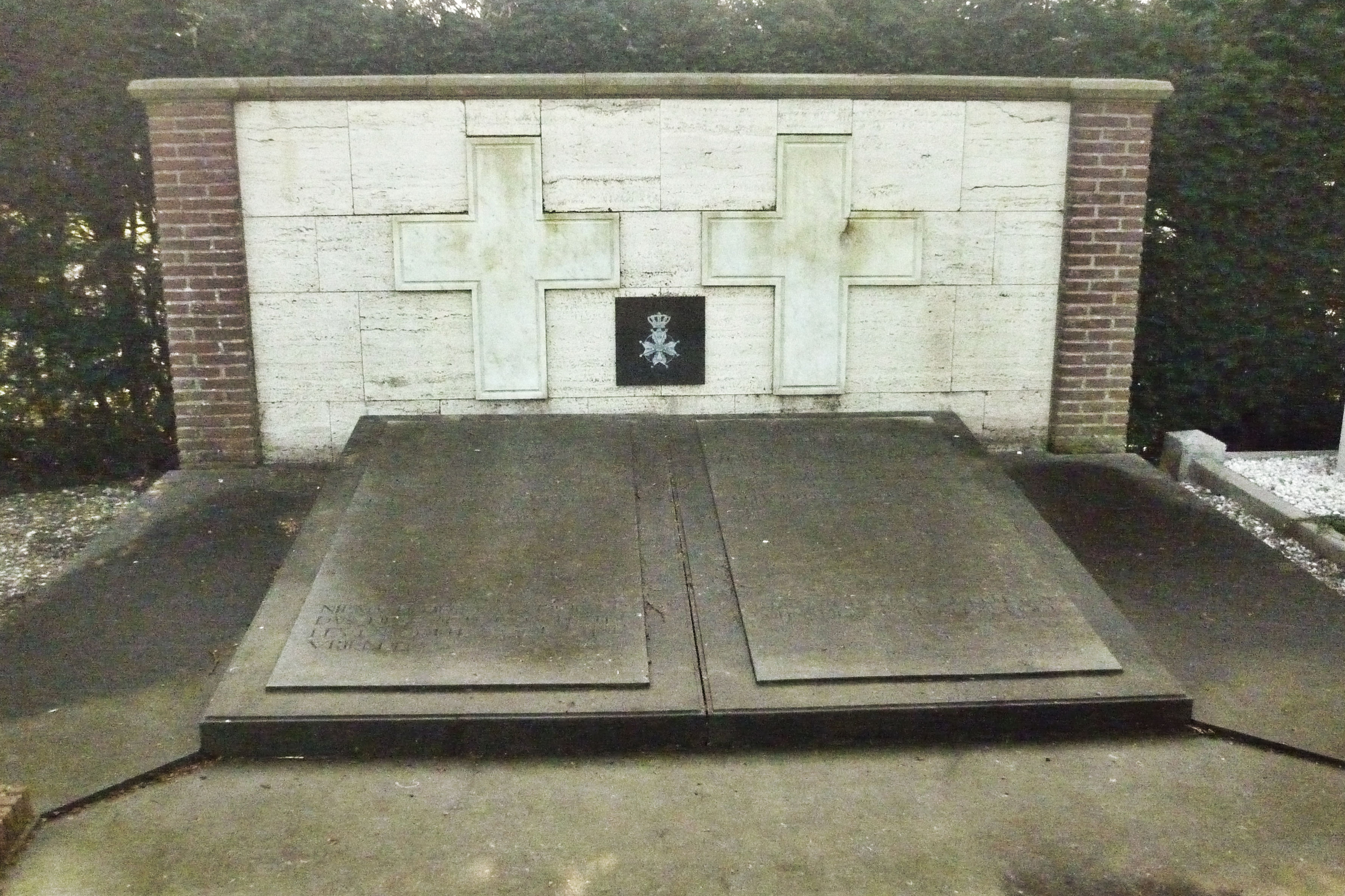
Grafmonument van Arie van Driel en Kornelis Pieter van de Sande